# 伊利·拉特納
伊利‧斯特凡斯基‧拉特納（1977年—）是一位美國政治學家，現任美國國防部印太安全事務助理部長。

## 教育
拉特納於1998年在凱瑟琳·R·麥克納馬拉的指導下從普林斯顿公共与国际事务学院畢業，獲得文學士學位。後來獲得博士學位。加利福尼亞大學柏克萊分校政治學博士學位。

## 職業生涯
2002年和2003年，拉特納擔任時任主席喬·拜登領導下美国参议院外交委员会工作人員。2009年至2011年，擔任蘭德公司副政治學家。拉特納隨後加入美國國務院，擔任中國主管官員。2015年至2017年，拉特納擔任時任副總統喬·拜登副國家安全顧問。歐巴馬政府卸任後，拉特納成為外交關係委員會中國研究研究員、新美國安全中心執行副總裁兼研究主任。

### 國防部提名
2021年4月21日，拉特納被喬·拜登總統提名為印太安全事務助理部長。，参议院军事委员会於2021年6月16日舉行聽證會。該委員會於2021年6月22日向參議院報告拉特納的提名。一個月後2021年7月22日參議院以口头表决方式確認拉特納的提名。
拉特納於2021年7月25日由勞埃德·奧斯汀宣誓就任新職位。

## 個人生活
拉特納和妻子珍妮佛楊於2009年結婚。